# Evorthodus
Az Evorthodus a csontos halak (Osteichthyes) főosztályának a sugarasúszójú halak (Actinopterygii) osztályába, ezen belül a sügéralakúak (Perciformes) rendjébe, a gébfélék (Gobiidae) családjába és a Gobionellinae alcsaládjába tartozó nem.

## Rendszerezés
A nembe az alábbi 2 faj tartozik:
- Evorthodus lyricus (Girard, 1858) - típusfaj
- Evorthodus minutus Meek & Hildebrand, 1928